# Spas-Klepiki
Spas-Klepiki è una cittadina della Russia europea centrale (Oblast' di Rjazan'), situata nella pianura della Meščëra sul fiume Pra, 67 chilometri a nordest del capoluogo; è capoluogo del distretto di Klepiki.
Fondata nel XVI secolo con il nome di Klepiki, ottenne status di città nel 1920.

## Società

### Evoluzione demografica
Fonte: mojgorod.ru
- 1926: 2.300
- 1959: 5.000
- 1970: 5.900
- 1989: 7.200
- 2002: 6.153
- 2006: 6.700